# Neige (film)
Neige è un film del 1981 diretto da Jean-Henri Roger e Juliet Berto.